# Finsko na Letních olympijských hrách 1980
Finsko na Letních olympijských hrách 1980 v Moskvě reprezentovalo 105 sportovců, z toho 99 mužů a 6 žen. Nejmladším účastníkem byl Tomi Poikolainen (18 let, 216 dní), nejstarším pak Peter Tallberg (43 let, 7 dní). Reprezentanti vybojovali 8 medailí, z toho 3 zlaté, 1 stříbrnou a 4 bronzové.

## Medailisté
| Medaile | Jméno                         | Sport       | Disciplína            |
| ------- | ----------------------------- | ----------- | --------------------- |
| Zlato   | Tomi Poikolainen              | Lukostřelba | Muži                  |
| Zlato   | Pertti Karppinen              | Veslování   | Muži - skif           |
| Zlato   | Esko Rechardt                 | Jachting    | Muži - Třída Finn     |
| Stříbro | Kaarlo Maaninka               | Atletika    | Muži běh na 10 000 m  |
| Bronz   | Päivi Meriluotová             | Lukostřelba | Ženy                  |
| Bronz   | Kaarlo Maaninka               | Atletika    | Muži běh na 5 000 m   |
| Bronz   | Jouko Lindgrén Georg Tallberg | Jachting    | Muži - třída 470      |
| Bronz   | Mikko Huhtala                 | Zápas       | řecko-římský do 74 kg |